# Gigante do Amor
Gigante do Amor é um single promocional da cantora de música cristã contemporânea Fernanda Brum, a canção foi composta pelo Pr. Lucas e Pra. Thaísa.
O single foi feito exclusivamente para a Copa do Mundo 2014 e de acordo com a cantora, também como homenagem ao povo brasileiro. Lançado apenas de forma digital acompanhado pelo clipe da canção

## Repercussão
Durante os meses de abril e maio de 2014, o single "Gigante do Amor" entrou na concorrência pelo título de Hino Popular da Copa em votação feita pelo Portal Uol, liderando desde então, a preferência da maioria do público.

## Lista de faixas
| Streaming e download digital |                              |                         |         |  |
| N.º                          | Título                       | Compositor(es)          | Duração |  |
| 1.                           | "Gigante do Amor"            | Pr. Lucas e Pra. Thaísa | 3:27    |  |
| 2.                           | "Gigante do Amor (Playback)" | Pr. Lucas e Pra. Thaísa | 3:27    |  |

## Créditos
- Fernanda Brum - Vocal
- Pr. Lucas - Composição
- Pra. Thaísa - Composição
- Emerson Pinheiro - Produção